# 半妖倾城
《半妖倾城》，是一部共2季的中国大陆民國玄幻愛情劇，由快乐阳光出品、歡娛影視承制，任海曜和刘镇明联合执导，于正编剧及制片。该剧由张哲瀚、李一桐、米熱、何瑞贤、成梓宁、西蒙子、安以轩、张馨予、陈紫函、李修庆、侯岩松、汪东城（第一季）以及洪尧、戴向宇、张逸杰、马浚伟、许晓诺、宋威龙、南笙（第二季）等聯袂主演。
本剧於2016年6月30日在芒果TV和樂視視頻联合播出。台灣於2016年9月20日，由LiTV首播。第二季同年12月30日首播。

## 演員

### 主要人物
| 演員   | 角色   | 介紹 | 出現季數   |
| 张哲瀚 | 明夏   | 上海巡捕總長 個性陽光開朗，獨鍾聶傾城，為了愛可捨去家中財富與職位，與原來好友的江雪舞為敵，因江雪舞對聶傾城的苦苦相逼緊追不捨，明夏不忍聶傾城再受委屈，甘願為聶傾城放棄職位帶她到至鄉下開餐館。腦部中槍，失去了記憶。第二季時，腦中偶爾會閃現有關傾城的記憶。在少白結婚當天兩人接到緝私任務，當場目睹少白被妖殺死，故痛恨妖，受段紹謙邀請，加入捉妖學校。曾誤以為姚碧桃為其失憶前的女朋友。被傅興邦誣諂為妖的內應，繼而被注射毒藥，失去視力、聽力及說話能力。與聶傾城找到司空靚，治療好毒藥造成的感官障礙。然而，回到捉妖學校後成為他們取得龍珠的誘餌，因此發現聶傾城半妖的身份。最後得悉聶傾城為其而犧牲，想起回憶中女友的真實身份，踏遍天涯海角尋找傾城，為求相遇。                                                   | 第一、二季 |
| 李一桐 | 聂倾城 | 聶如風與應蝶之女 傾心同父異母之姐姐。深愛明夏，為了愛情可以相當堅強勇敢的女性。擁有半妖基因，手腕上有十字符號，能夠讓她在危急關頭發揮半妖力量，如：彈開對方或者長出翅膀。情路坎坷多波折，因明夏的媽媽(公主)不喜歡聶傾城，多次被明夏的媽媽陷害出醜，因幽瞳暗戀聶傾城，所以在危難時刻受幽瞳多次幫助，於第一季第20集登基萬妖之王。登基後的她變得十分冷靜，即使遇上危急情況，依然處變不驚。雖然指出人妖殊途，但心底裡依然不能放下明夏。曾與失憶的明夏交往，以教導武術及跳舞作為伴隨明夏的藉口。由於希望一舉殲滅捉妖學校，而作多次規劃。由於得悉捉妖學校利用明夏，以引出自己得到龍珠，故親自迎敵，不料被明夏發現萬妖之王的身份。為了明夏的幸福，也為了報答司空靚救治療好明夏的感官，將半妖真元給予司空靚，進入二十年的長眠。 | 第一、二季 |

### 其他人物
| 演員         | 角色         | 介紹 | 出現季數   |
| 何瑞贤       | 江雪舞       | 醫者父母心，父親為了證明妖的存在遭受外界質疑有妄想症最後選擇自焚，因為得不到明夏的愛，又覺得自己悲慘的命運都是因聶傾城而起，因此決心繼承父親抓妖的遺志。為抓妖能夠不顧一切，甚至出賣感情。對聶傾城身懷仇恨，多次將其綁架且處處針對。於第一季第20集射傷明夏，在追捕下從山谷墮下，後被捉妖學校成員殺死。                                                           | 第一季     |
| 米熱／西蒙子 | 幽瞳／小幽瞳 | 幽遠與翩翩之子。獵殺壞人的半妖，深深喜歡聶傾城，時時刻刻默默的守護著傾城，相助於危難時刻。為保護聶傾城，決定與江雪舞同歸於盡，從山谷墮下身亡，並以12歲小孩的形態重生，繼續守護聶傾城，最後被墨淵吸光靈氣死亡。 | 第一、二季 |
| 阚清子       | 姚碧桃       | 女藝人，個性開朗自以為是人見人愛的美女，父親是捉妖學校的校長姚廣利。天真單純的她，對明夏癡迷因而讓明夏誤會是他曾經愛過的女人，多次想要給明夏驚喜，都因某些原因而被明夏錯過。後傅興邦用盡心機讓碧桃喜歡上詭計多端的半妖傅興邦。最後被傅興邦掐死。 | 第二季     |
| 洪堯         | 傅兴邦       | 同樣是半妖，在人類世界裡，是演藝圈裡知名的導演。與哥哥相依為命的他，因為哥哥墨淵之死，痛恨明夏與聶傾城，因取得姚碧桃的信任而加入捉妖學校。誣諂明夏、針對段紹謙及永夜。殺死姚碧桃。被姚廣利假裝殺死，其實與其狼狽為奸，爭奪聶傾城所掌控的龍珠，謀求天下。最後與龍珠玉石俱焚，粉身碎骨。                                                                           | 第二季     |
| 戴向宇       | 段绍谦       | 捉妖學校的教官，因為兒時在戲班結識的好友阿聰，被化身為太監的半妖帶走，所以痛恨半妖，誓死消除世界上所有的妖，但自從遇到永夜，對妖的觀感開始有所改變。雖然知道永夜是妖，卻為其死亡而感到哀傷。後因發現姚廣利房間的隱藏黑屋，而知道傅興邦與姚廣利狼狽為奸，決意離開捉妖學校。被姚廣利一槍斃命。                                                                     | 第一、二季 |
| 成梓寧       | 聶傾心       | 傾城同父異母的妹妹。應蝶之養女。因欣賞盛嘉煜因此與他有過一段短暫的戀情，也因盛嘉煜的離開而發瘋，甚至想像自己是盛嘉煜，江夏雪利用其弱點，企圖動手術為發瘋的聶傾心動變性手術，最終被困於江雪舞設下的陷阱裡，被陷阱內的犬隻咬死。 | 第一季     |
| 王茂蕾       | 聂如风       | 清朝侍卫→清朝侍卫统领→平民 當時年少的他，原在清朝宮中當差，與半妖的格格應蝶互許終生，有過非常纏綿動人的愛戀，也知道應蝶格格是半妖，格格死後以教授為職業，養育並深愛著兩個女兒，聶傾城與聶傾心的父親。知道女兒隱藏著半妖的基因。 | 第一季     |
| 侯岩松       | 江伯年       | 江教授，江雪舞的父親。深信世界有妖的存在，終身追捕妖。曾活捉幽瞳並欲向世人證實妖的存在，但最終失敗，在酒醉的狀態下自焚而死。 | 第一季     |
| 白梓軒       | 主任醫生     | 江雪舞的助理，助紂為虐。 | 第一季     |
| 张逸杰       | 永夜         | 半妖，父母慘被墨淵殺死，因被傾城所救而成為其隨扈，擅長佈置結界。在人類的戲棚內當戲子，掩飾半妖的身分，由於容貌極像「阿聰」，因此得到段紹謙之信任與關愛。暗戀聶傾城，以身犯險加入捉妖學校作内應。為保護段紹謙，訛稱知道了阿聰的住址，故被發現為半妖的內應。為通知剛到達的眾妖取消計劃，在段紹謙及捉妖學徒面前展示半妖身份。最後被捉妖學徒殺死，死前向段紹謙道歉。 | 第二季     |
| 徐海乔       | 王少棠       | 是一名律師，對江雪舞痴愛成瘋，瘋狂到什麼事情都願意做，甚至不惜犧牲性命，江雪舞卻利用這點讓王少棠替她做事，死前唯一願望就是希望雪舞記住他叫做王少棠。 | 第一季     |
| 安以轩       | 应蝶／格格   | 傾城之母，傾心之養母。聶如風之妻。在清朝身份為護龍脈之人，與聶如風有段波折不斷的愛情故事，最後為了守護丈夫與兩個女兒，一人對抗八國聯軍的外欽敵軍而犧牲。 | 第一季     |
| 宋威龙       | 应龍         | 半妖，明末清初墜落地球的外星生物之一，後愛上東歌，陪伴了努爾哈赤一生，可以說是所有妖的祖先，身藏妖族天機，他的出場也將解開半妖的起源之謎。 | 第二季     |
| 张馨予       | 瑾太妃       | 受慈禧太后之托，寻找改變國運的護龍族人。 | 第二季     |
| 張思帆       | 少白         | 與明夏一起在巡補府工作的好搭檔，最後由於明夏辭職，他繼承總長一職。於第二季在結婚當天與明夏兩人接到緝私任務，少白堅持一同前往緝私，在第一集被妖殺死。 | 第一、二季 |
| 林 鹏        | 曹艳艳       | 名演員，因盛嘉煜的原因而被誤會。第二季成為少白之妻，聽聞少白殉公之事傷心不已，決定與操縱妖的幕後黑手同歸於盡，於歌舞廳門口點燃身上的炸彈，與五爺一同死於爆炸。 | 第一、二季 |
| 何奉天       | 盛嘉煜       | 一直嚮往成為演員的少年，因聶傾心欣賞盛嘉煜的表演，之後兩人真心相愛。因不想聶傾心為其絕症而悲傷，因此讓聶傾心認為自己是負心漢，希望傾心離其而去。後死於絕症。 | 第一季     |
| 陈紫函       | 花月浓       | 前任萬妖之王，自從將統領妖界的戒指信物交由幽瞳後，便與愛人離開。直到幽瞳死亡，便回到花房輔導傾城如何成為真正的王者後便與愛人隱居，是傾城非常忠誠的部屬。 | 第一、二季 |
| 汪东城       | 幽远         | 鏢師，保送鏢物過程中遭到山賊突襲，躲到山洞中，偶然遇見翩翩，後來二人漸漸愛上彼此，最後結為連理，生下了幽瞳。之後因為翩翩離開，便拿著翩翩的畫像到處尋找其多年，不放棄任何希望，在有了翩翩的消息後已得重病，仍然堅持前往找尋，最後在找到翩翩後不久即死亡。 | 第一季     |
| 何泓姗       | 翩翩         | 與人類幽遠相愛，並結為夫妻生下幽瞳。但由於害怕半妖身分曝光後,自己會變成幽遠父子倆一輩子的阻礙，為了不再讓幽遠父子過不平靜的生活，只能悄悄的離開幽遠父子,直到兩人再次相遇時，幽遠因為已得重病，所以在見面後不久即死在其懷中，令她傷心不已，最後便也選擇結束了自己的生命，留下年幼的幽瞳獨自一人成長。                                                             | 第一季     |
| 南 笙        | 小萍         | 萬妖之王身邊的侍女。 | 第一、二季 |
| 马浚伟       | 墨渊         | 作惡多端 派人突襲傾城的花房，因受傷而被弟弟藏身於片場，最後被傾城與明夏捉住，因擔心弟弟興邦半妖的身分在眾人目光下曝光，而選擇犧牲自己。 | 第二季     |
| 吕佳容       | 梁云裳       | 演藝圈女藝人，經常與姚碧桃爭奪第一女主角，因見到療傷中的墨淵正在吸食人氣而被發現，但不願為墨淵的傀儡，不幸慘死在墨淵手上。 | 第二季     |
| 邓 莎        | 红夷         | 墨淵的老相好，为救墨淵而死。 | 第二季     |
| 许晓诺       | 司空靚       | 18歲的活潑少女，神醫司空家的唯一傳人。長久獨自幽居深谷的她一直渴望朋友，渴望爱，却因自幼患有疾病，而需妖的内胆才能维持生命，否则她的生命便走不到20歲。在治療明夏的過程中愛上明夏，並與聶傾城競爭。後因病發而一度進入昏迷，醒後向明夏直言希望對方能夠迎娶自己。最後，服下了聶傾城的內膽，認爲明夏應該去追尋真正願意為自己而犧牲的人，甘願放棄明夏。               | 第二季     |
| 吳佳怡       | 東歌         | 深戀著努爾哈赤，但由於努爾哈赤只想打仗獲得天下，最後只好與喜歡她許久的應龍在一起。死前吩咐應龍好好保護努爾哈赤，助其奪得天下。 | 第二季     |
| 黃景瑜       | 努爾哈赤     | 起義抗戰的英雄。雖然深愛東歌，但卻因害怕東歌跟隨自己得不到幸福，故決定讓其死心。在應龍的幫助獲得天下，但最後擔心應龍叛變，設下埋伏。將應龍的宇宙船藏匿在滿清紫禁城底下的湖裡(即劇情中的龍脈)，與應龍及東歌三人分道揚鑣。 | 第二季     |
| 徐百卉       | 陶大姐       | | 第二季     |
| 朱贊錦       | 阿翔         | 幽瞳的管家。 | 第一季     |
| 劉敏         | 方雅晴       | 男主明夏的媽媽，一位極為傲嬌的媽媽，是家裡的頂樑柱，兒子明夏的「公主」。精明傲嬌的女強人人設，華麗的服飾，高貴典雅的氣質，一出場就給兒子拉起相親的戲碼，十足霸氣婆婆的氣勢！方雅晴對於兒子明夏的女朋友傾城舞女的身份很是不滿，有意拆散倆人，使出不少讓人啼笑皆非的「狠招」。                                                                                     | 第一、二季 |

## 音乐原声
|        | 曲名           | 演唱   | 作词   | 作曲 |
| ------ | -------------- | ------ | ------ | ---- |
| 主题曲 | 《We Are One》 | 郁可唯 | 黄星瑞 | 谭旋 |
| 片尾曲 | 《恋歌》       | 何晟铭 | 于正   | 谭旋 |

## 衍生作品
其後在2016年推出同名漫畫和小說。

## 外部連結
- 半妖倾城的新浪微博（简体中文）